# 傑茲卡茲甘
47°47′N 67°42′E / 47.783°N 67.700°E

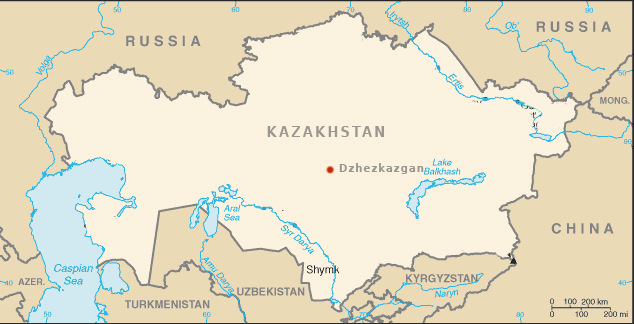
紅點所示為傑茲卡茲甘

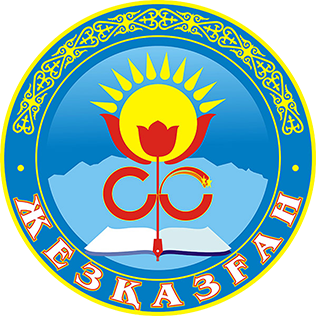
徽章

傑茲卡茲甘（羅馬化：Jezqazğan）是哈薩克斯坦中部乌勒套州的首府。人口90,000（1999）。
是一座礦業城市，1938年為開發銅礦而建立。
這里也是朮赤下葬的地方。